# Tubularia harrimani
Tubularia harrimani is een hydroïdpoliep uit de familie Tubulariidae. De poliep komt uit het geslacht Tubularia. Tubularia harrimani werd in 1901 voor het eerst wetenschappelijk beschreven door Nutting. 